# Опитного хозяйства Єрмолино
О́питного хозя́йства Єрмо́лино (рос. Опытного хозяйства Ермолино) — селище у складі Дмитровського міського округу Московської області, Росія.
Стара назва — Опитного Хозяйства «Єрмолино».

## Населення
Населення — 1334 особи (2010; 1315 у 2002).
Національний склад (станом на 2002 рік):
- росіяни — 92 %